# Гашунское сельское муниципальное образование
Гашу́нское се́льское муниципа́льное образова́ние — сельское поселение в Яшкульском районе Калмыкии.
Административный центр — посёлок Гашун.

## География
Гашунское СМО расположено в юго-западной части Яшкульского района, в пределах Прикаспийской низменности и частично восточной периферии Ергенинской возвышенности.
Гашунское СМО граничит:
- на западе — с Уланэргинским СМО,
- на севере — с Элвгинским и Чилгирским СМО,
- на востоке — с Яшкульским СМО,
- на юго-востоке — с Цаган-Уснским и Хартолгинским СМО,
- на юге и юго-западе — с Утсалинским, Багабурульским и Оргакинским СМО Ики-Бурульского района.

### Климат
Климат СМО резко континентальный с жарким и очень сухим летом и умеренно холодной и малоснежной зимой. Территория характеризуется значительным показателям суммарной солнечной радиации, выраженным годовым ходом температуры воздуха, небольшим количеством выпадающих осадков (среднегодовое количество — 251 мм). Малое количество осадков в сочетании с высокими температурами обусловливают сухость воздуха и почвы, а, следовательно, и большую повторяемость засух и суховеев. Общее число дней с суховеями составляет 100—120 дней
Гидрография
Гидрографическая сеть Гашунского СМО относительно развита. Через территорию муниципального образования протекают небольшие водотоки (реки Яшкуль, Улан-Зуха и др.), которые принадлежат к бессточным бассейнам и летом пересыхают, образуя отдельные плесы. Реки отличаются высокой минерализацией (свыше 1000 мг/л).
Крупнейший водоём на территории СМО — озеро Деед-Хулсун. Большинство водоёмов относятся Черноземельской оросительно-обводнительной системе.
Почвы
Почвы формируются на молодых породах каспийской морской толщи и поэтому отличаются высокой остаточной засоленностью. Основной тип почв, распространенный на территории СМО — бурые полупустынные солонцеватые почвы, которые залегают, в основном, в комплексах с солонцами.
Строка с отступом

## Население
| 2002  | 2010  | 2011  | 2012  | 2013  | 2014  | 2015  |
| ----- | ----- | ----- | ----- | ----- | ----- | ----- |
| 893   | ↗1139 | ↘1126 | →1126 | ↘1101 | ↘1086 | ↘1082 |
| 2016  | 2017  | 2018  | 2019  | 2020  | 2021  |       |
| ↘1057 | ↘1047 | ↘1012 | ↘1005 | ↘988  | ↗1033 |       |

Демографическая ситуация в целом стабильная, последние десятилетия в поселении 51 наблюдается естественный прирост и миграционный отток населения.

### Национальный состав
Большинство населения составляют калмыки (90 %), также проживают русские (4 %), казахи (2,6 %) и др.

## Состав сельского поселения
В состав сельского поселения входят 5 населённых пунктов
| № | Населённый пункт | Тип населённого пункта          | Население |
| - | ---------------- | ------------------------------- | --------- |
| 1 | Гашун            | посёлок, административный центр | ↘750      |
| 2 | Ревдольган       | посёлок                         | ↗105      |
| 3 | Улан Зуух        | посёлок                         | ↘7        |
| 4 | Хогн             | посёлок                         | ↘21       |
| 5 | Эрмели           | посёлок                         | ↘245      |

## Транспортная инфраструктура
Территорию поселения пересекает федеральная автодорога Р216 (Астрахань — Элиста — Ставрополь). От автодороги имеются асфальтированные подъезды к посёлкам Гашун и Эрмели.